# Chumbivilcas
Chumbivilcas is een van de dertien provincies in de regio Cuzco, gelegen in het zuidelijk gebergte van Peru. De provincie heeft een oppervlakte van 5371 km² en telt 82.411 inwoners (2015). De hoofdplaats van de provincie is het district Santo Tomás (Chumbivilcas).
Het gebied is ontdekt op 21 juni 1825. De Inca's noemen het gebied "Chumpiwillka". De bevolking van Chumbivilcas spreekt Quechua.

## Bestuurlijke indeling
De provincie Chumbivilcas is verdeeld in acht districten, met elk een burgemeester. Hieronder staat een lijst met de districten, UBIGEO tussen haakjes.
- (080702) Capacmarca
- (080703) Chamaca
- (080704) Colquemarca
- (080705) Livitaca
- (080706) Llusco
- (080707) Quiñota
- (080701) Santo Tomás, hoofdplaats van de provincie
- (080708) Velille